# Igor Gabrovec
Igor Gabrovec, slovenski politik in novinar, * 3. februar 1972, Tržič, Italija.
Po občinskih volitvah 12. junija 2022 je postal župan Občine Devin - Nabrežina in nadomestil predhodno desno-sredinsko županjo Danielo Pallotta, ki je pridobila 155 manj glasov.
Od 201?? do januarja 2024 je bil deželni tajnik stranke Slovenska skupnost. 